# Ґрудек-Новий (Мазовецьке воєводство)
Ґрудек-Новий (пол. Gródek Nowy) — село в Польщі, у гміні Обрите Пултуського повіту Мазовецького воєводства.
Населення — 164 особи (2011).
У 1975-1998 роках село належало до Остроленцького воєводства.

## Демографія
Демографічна структура станом на 31 березня 2011 року:
|          | Загалом | Допрацездатний вік | Працездатний вік | Постпрацездатний вік |
| -------- | ------- | ------------------ | ---------------- | -------------------- |
| Чоловіки | 76      | 16                 | 47               | 13                   |
| Жінки    | 88      | 25                 | 45               | 18                   |
| Разом    | 164     | 41                 | 92               | 31                   |